# Apokalipsa w Los Angeles
Apokalipsa w Los Angeles lub Apokalipsa w LA (ang. LA Apocalypse) – amerykański thriller science fiction z 2014 roku w reżyserii Michaela J. Sarny Wyprodukowany przez Cinetel Films
Premiera filmu miała miejsce 20 grudnia lutego 2014 roku. 